# Oeuvre van Carl Philipp Emanuel Bach
Dit is een lijst van de composities van Carl Philipp Emanuel Bach op volgorde van de nummering door E. Eugene Helm uit 1989 (afgekort tot H). Waar beschikbaar, wordt ook de nummering volgens Alfred Wotquenne uit 1905 vermeld (afkorting Wq).

## Werken

### H1-99
| H-nummer | Titel                                  | Wq-nummer          |
| -------- | -------------------------------------- | ------------------ |
| H 1      | Marsen & polonaises voor klavier       |                    |
| H 1.5    | Menuet voor klavier in C-majeur        | Wq 111             |
| H 2      | Klaviersonate in Bes majeur            | Wq 62: 1           |
| H 3      | Klaviersonate in F-majeur              | Wq 65: 1           |
| H 4      | Klaviersonate in a-mineur              | Wq 65: 2           |
| H 5      | Klaviersonate in d-mineur              | Wq 65: 3           |
| H 6      | Klaviersonatine in e-mineur            | Wq 65: 4           |
| H 7      | Klaviersonatine in F-majeur            | Wq 64:1            |
| H 8      | Klaviersonatine in G-majeur            | Wq 64:2            |
| H 9      | Klaviersonatine in a-mineur            | Wq 64:3            |
| H 10     | Klaviersonatine in e-mineur            | Wq 64:4            |
| H 11     | Klaviersonatine in D-majeur            | Wq 64:5            |
| H 12     | Klaviersonatine in c-mineur            | Wq 64:6            |
| H 13     | Klaviersonate in e-mineur              | Wq 65: 5           |
| H 14     | Menuet voor klavier in G-majeur        | Wq 118: 7          |
| H 15     | Klaviersonate in G-majeur              | Wq 65: 6           |
| H 16     | Klaviersonate in Es majeur             | Wq 65: 7           |
| H 17     | Klaviersonate in C-majeur              | Wq 65: 8           |
| H 18     | Klaviersonate in Bes majeur            | Wq 65: 9           |
| H 19     | Klaviersonate in A-majeur              | Wq 65:10           |
| H 20     | Klaviersonate in G-majeur              | Wq 62: 2           |
| H 21     | Klaviersonate in g-mineur              | Wq 65:11           |
| H 22     | Klaviersonatine in D-majeur            | Wq 62: 3           |
| H 23     | Klaviersonatine in G-majeur            | Wq 65:12           |
| H 24     | Klaviersonate in F-majeur              | Wq 48:1            |
| H 25     | Klaviersonate in Bes majeur            | Wq 48:2            |
| H 26     | Klaviersonate in E-majeur              | Wq 48:3            |
| H 27     | Klaviersonate in c-mineur              | Wq 48:4            |
| H 28     | Klaviersonate in C-majeur              | Wq 48:5            |
| H 29     | Klaviersonate in A-majeur              | Wq 48:6            |
| H 30     | Klaviersonate in a-mineur              | Wq 49:1            |
| H 31     | Klaviersonate in As majeur             | Wq 49:2            |
| H 32     | Klaviersonate in Bes majeur            | Wq 49:4            |
| H 33     | Klaviersonate in e-mineur              | Wq 49:3            |
| H 34     | Klaviersonate in Es majeur             | Wq 49:5            |
| H 35     | Klaviersonate in b-mineur              | Wq 65:13           |
| H 36     | Klaviersonate in b-mineur              | Wq 49:6            |
| H 37     | Klaviersonate in fis-mineur            | Wq 52:4            |
| H 38     | Klaviersonate in d-mineur              | Wq 62: 4           |
| H 39     | Klaviersonate in E-majeur              | Wq 62: 5           |
| H 40     | Klaviersonate in f-mineur              | Wq 62: 6           |
| H 41     | Klaviersonate in C-majeur              | Wq 62: 7           |
| H 42     | Klaviersonate in D-majeur              | Wq 65:14           |
| H 43     | Klaviersonate in G-majeur              | Wq 65:15           |
| H 44     | Menuet voor klavier in G-majeur        | Wq 118: 3          |
| H 45     | Sinfonia voor klavier in G-majeur      | Wq 122:1           |
| H 46     | Klaviersonate in C-majeur              | Wq 65:16           |
| H 47     | Klaviersonate in g-mineur              | Wq 65:17           |
| H 48     | Klaviersonate in F-majeur              | Wq 65:18           |
| H 49     | Klaviersonate in F-majeur              | Wq 65:19           |
| H 50     | Klaviersonate in Es majeur             | Wq 52:1            |
| H 51     | Klaviersonate in Bes majeur            | Wq 65:20, 266, 268 |
| H 52     | Klaviersonate in F-majeur              | Wq 65:21           |
| H 53     | Klaviersonate in d-mineur              | Wq 69              |
| H 54     | Arioso con variazioni in F-majeur      | Wq 118: 4          |
| H 55     | Klaviersonate in F-majeur              | Wq 62: 8           |
| H 56     | Klaviersonate in G-majeur              | Wq 65:22           |
| H 57     | Klaviersonate in d-mineur              | Wq 65:23           |
| H 58     | Klaviersonate in F-majeur              | Wq 62: 9           |
| H 59     | Klaviersonate in C-majeur              | Wq 62:10           |
| H 60     | Klaviersonate in d-mineur              | Wq 65:24           |
| H 61     | Klaviersonate in a-mineur              | Wq 65:25           |
| H 62     | Klaviersonate in G-majeur              | Wq 51:6            |
| H 63     | Klaviersonate in G-majeur              | Wq 62:11           |
| H 64     | Klaviersonate in G-majeur              | Wq 65:26           |
| H 65     | Allegretto con variazioni in C-majeur  | Wq 118: 5          |
| H 66     | Klaviersonate in e-mineur              | Wq 62:12           |
| H 67     | Klaviersonate in D-majeur              | Wq 62:13           |
| H 68     | Klaviersonate in g-mineur              | Wq 65:27           |
| H 69     | 24 Veränderungen über: Ich schlief     | Wq 118: 1          |
| H 70     | Klaviersonate in C-majeur              | Wq 63:1            |
| H 71     | Klaviersonate in d-mineur              | Wq 63:2            |
| H 72     | Klaviersonate in A-majeur              | Wq 63:3            |
| H 73     | Klaviersonate in b-mineur              | Wq 63:4            |
| H 74     | Klaviersonate in Es majeur             | Wq 63:5            |
| H 75     | Klaviersonate in f-mineur              | Wq 63:6            |
| H 76     | Duo in contrap. ad 8, 11 & 12          | Wq 119:1           |
| H 77     | Klaviersonate in G-majeur              | Wq 62:14           |
| H 78     | Klaviersonate in Es majeur             | Wq 65:28           |
| H 79     | La Borchward voor klavier in G-majeur  | Wq 117:17          |
| H 80     | La Pott voor klavier in C-majeur       | Wq 117:18          |
| H 81     | La Boehmer voor klavier in D-majeur    | Wq 117:26          |
| H 82     | La Gause voor klavier in F-majeur      | Wq 117:37          |
| H 83     | Klaviersonate in E-majeur              | Wq 65:29           |
| H 84     | Orgelsonate in F-majeur                | Wq 70:3            |
| H 85     | Orgelsonate in a-mineur                | Wq 70:4            |
| H 86     | Orgelsonate in D-majeur                | Wq 70:5            |
| H 87     | Orgelsonate in g-mineur                | Wq 70:6            |
| H 88     | Fuga voor orgel in g-mineur            | Wq 112:19, 119:5   |
| H 89     | La Gleim voor klavier in a-mineur      | Wq 117:19          |
| H 90     | La Bergius voor klavier in Bes majeur  | Wq 117:20          |
| H 91     | La Prinzette voor klavier in F-majeur  | Wq 117:21          |
| H 92     | L'Hermann voor klavier in g-mineur     | Wq 117:23          |
| H 93     | La Buchholz voor klavier in d-mineur   | Wq 117:24          |
| H 94     | La Stahl voor klavier in d-mineur      | Wq 117:25          |
| H 95     | L'Aly Rupalic voor klavier in C-majeur | Wq 117:27          |
| H 96     | La Philippine voor klavier in A-majeur | Wq 117:34          |
| H 97     | La Gabriel voor klavier in C-majeur    | Wq 117:35          |
| H 98     | La Caroline voor klavier in a-mineur   | Wq 117:39          |
| H 99     | Fuga voor orgel in d-mineur            | Wq 119:2           |

### H100-199
| H-nummer | Titel                                                | Wq-nummer         |
| -------- | ---------------------------------------------------- | ----------------- |
| H 100    | Fuga voor orgel in F-majeur                          | Wq 119:3          |
| H 101    | Fuga voor orgel in A-majeur                          | Wq 119:4          |
| H 102    | Fuga voor orgel in Es majeur                         | Wq 119:6          |
| H 103    | Fantasie en Fuga voor orgel in c-mineur              | Wq 119:7          |
| H 104    | Sinfonia voor klavier in F-majeur                    | Wq 122:2          |
| H 105    | Klaviersonate in d-mineur                            | Wq 62:15          |
| H 106    | Klaviersonate in e-mineur                            | Wq 65:30          |
| H 107    | Prelude voor orgel in D-majeur                       | Wq 70:7           |
| H 108    | Andantino voor klavier in F-majeur                   | Wq 116:18         |
| H 109    | La Complaisante voor klavier in Bes majeur           | Wq 117:28         |
| H 110    | Les Langueurs tendres voor klavier in c-mineur       | Wq 117:30         |
| H 111    | L'Irrésoluë voor klavier in G-majeur                 | Wq 117:31         |
| H 112    | La Journalière voor klavier in c-mineur              | Wq 117:32         |
| H 113    | La Capricieuse voor klavier in e-mineur              | Wq 117:33         |
| H 114    | La Louise voor klavier in D-majeur                   | Wq 117:36         |
| H 115    | Sinfonia voor klavier in e-mineur (verloren)         | Wq 122:3          |
| H 116    | Klaviersonate in Bes majeur                          | Wq 62:16          |
| H 117    | Klaviersonate in E-majeur                            | Wq 62:17          |
| H 118    | Klaviersonate in g-mineur                            | Wq 62:18          |
| H 119    | Klaviersonate in G-majeur                            | Wq 62:19          |
| H 120    | Klaviersonate in C-majeur                            | Wq 62:20          |
| H 121    | Klaviersonate in c-mineur                            | Wq 65:31, 266     |
| H 122    | L'Auguste voor klavier in F-majeur                   | Wq 117:22         |
| H 123    | La Xénophon et la Sybille voor klavier in Cis-majeur | Wq 117:29         |
| H 124    | L'Ernestine voor klavier in D-majeur                 | Wq 117:38         |
| H 125    | La Sophie voor klavier in Bes majeur                 | Wq 117:40         |
| H 126    | Klaviersonate in Bes majeur                          | Wq 50:5           |
| H 127    | Klaviersonate in c-mineur                            | Wq 51:3           |
| H 128    | Klaviersonate in d-mineur                            | Wq 51:4           |
| H 129    | Klaviersonate in e-mineur                            | Wq 52:6           |
| H 130    | Klaviersonate in F-majeur                            | Wq 55:2           |
| H 131    | Klaviersonate in a-mineur                            | Wq 62:21          |
| H 132    | Klaviersonate in b-mineur                            | Wq 62:22          |
| H 133    | Orgelsonate in A-majeur                              | Wq 70:1           |
| H 134    | Orgelsonate in Bes majeur                            | Wq 70:2           |
| H 135    | Klaviersonate in A-majeur                            | Wq 65:32          |
| H 136    | Klaviersonate in F-majeur                            | Wq 50:1           |
| H 137    | Klaviersonate in G-majeur                            | Wq 50:2           |
| H 138    | Klaviersonate in a-mineur                            | Wq 50:3           |
| H 139    | Klaviersonate in d-mineur                            | Wq 50:4           |
| H 140    | Klaviersonate in Bes majeur                          | Wq 50:6           |
| H 141    | Klaviersonate in F-majeur                            | Wq 51:5           |
| H 142    | Klaviersonate in d-mineur                            | Wq 52:2           |
| H 143    | Klaviersonate in a-mineur                            | Wq 65:33          |
| H 144    | Fantasie voor klavier in D-majeur                    | Wq 112: 2, 117:8  |
| H 145    | Solfeggio voor klavier in G-majeur                   | Wq 112: 4, 117:5  |
| H 146    | Fantasie voor klavier in Bes majeur                  | Wq 112: 8, 117:9  |
| H 147    | Solfeggio voor klavier in C-majeur                   | Wq 112:10, 117:6  |
| H 148    | Fantasie voor klavier in F-majeur                    | Wq 112:15, 117:10 |
| H 149    | Solfeggio voor klavier in G-majeur                   | Wq 112:18, 117:7  |
| H 150    | Klaviersonate in C-majeur                            | Wq 51:1           |
| H 151    | Klaviersonate in Bes majeur                          | Wq 51:2           |
| H 152    | Klaviersonate in Bes majeur                          | Wq 65:34          |
| H 153    | Allegro voor klavier in C-majeur                     | Wq 116:21         |
| H 154    | Polonaise voor klavier in g-mineur                   | Wq 116:22         |
| H 155    | Clavierstück mit 22 Veränderungen in A-majeur        | Wq 118: 2         |
| H 156    | Klaviersonate in C-majeur                            | Wq 65:35          |
| H 157    | Klaviersonate in C-majeur                            | Wq 65:36          |
| H 158    | Klaviersonate in g-mineur                            | Wq 52:3           |
| H 159    | Menuet voor klavier in C-majeur                      | Wq 116:15         |
| H 160    | Fantasie voor klavier in D-majeur                    | Wq 117:14         |
| H 161    | Klaviersonate in E-majeur                            | Wq 52:5           |
| H 162    | Klaviersonate in C-majeur                            | Wq 53:1           |
| H 163    | Klaviersonate in C-majeur                            | Wq 53:5           |
| H 164    | Veränderungen & Auszierungen                         | Wq 68             |
| H 165    | Menuet voor klavier in D-majeur                      | Wq 112: 3, 116:9  |
| H 166    | alla polacca voor klavier in a-mineur                | Wq 112: 5, 116:10 |
| H 167    | Menuet voor klavier in D-majeur                      | Wq 112: 9, 116:11 |
| H 168    | alla polacca voor klavier in g-mineur                | Wq 112:11, 116:12 |
| H 169    | Menuet voor klavier in A-majeur                      | Wq 112:16, 116:13 |
| H 170    | alla polacca voor klavier in D-majeur                | Wq 112:17, 116:14 |
| H 171    | Menuet voor klavier in Es majeur                     | Wq 116: 1         |
| H 172    | Polonaise voor klavier in Es majeur                  | Wq 116: 2         |
| H 173    | Klaviersonate in f-mineur                            | Wq 57:6           |
| H 174    | Klaviersonate in A-majeur                            | Wq 65:37          |
| H 175    | Klaviersonate in Bes majeur                          | Wq 65:38          |
| H 176    | Klaviersonate in e-mineur                            | Wq 65:39          |
| H 177    | Klaviersonate in D-majeur                            | Wq 65:40          |
| H 178    | Klaviersonate in C-majeur                            | Wq 65:41          |
| H 179    | Klaviersonate in d-mineur                            | Wq 112: 7         |
| H 180    | Klaviersonate in Bes majeur                          | Wq 53:2           |
| H 181    | Klaviersonate in a-mineur                            | Wq 53:3           |
| H 182    | Klaviersonate in b-mineur                            | Wq 53:4           |
| H 183    | Klaviersonate in F-majeur                            | Wq 53:6           |
| H 184    | Klaviersonate in d-mineur                            | Wq 54:3           |
| H 185    | Klaviersonate in D-majeur                            | Wq 54:5           |
| H 186    | Klaviersonate in A-majeur                            | Wq 55:4           |
| H 187    | Klaviersonate in G-majeur                            | Wq 55:6           |
| H 188    | Klaviersonate in e-mineur                            | Wq 58:4           |
| H 189    | Klaviersonate in Es majeur                           | Wq 65:42          |
| H 190    | Concerto per il cembalo solo in C-majeur             | Wq 112: 1         |
| H 191    | Sinfonia voor klavier in G-majeur                    | Wq 112:13, 122:4  |
| H 192    | Klaviersonate in A-majeur                            | Wq 65:43          |
| H 193    | Allegro voor klavier in G-majeur                     | Wq 113: 1         |
| H 194    | Arioso voor klavier in C-majeur                      | Wq 113: 2         |
| H 195    | Fantasie voor klavier in d-mineur                    | Wq 113: 3         |
| H 196    | Menuet voor klavier in F-majeur                      | Wq 113: 4         |
| H 197    | alla polacca voor klavier in a-mineur                | Wq 113: 5         |
| H 198    | Allegretto voor klavier in D-majeur                  | Wq 113: 6         |
| H 199    | alla polacca voor klavier in b-mineur                | Wq 113: 7         |

### H200-299
| H-nummer | Titel                                        | Wq-nummer         |
| -------- | -------------------------------------------- | ----------------- |
| H 200    | Allegretto voor klavier in A-majeur          | Wq 113: 8         |
| H 201    | Andante e sostenuto voor klavier in g-mineur | Wq 113: 9         |
| H 202    | Presto voor klavier in Bes majeur            | Wq 113:10         |
| H 203    | Allegro voor klavier in d-mineur             | Wq 113:11         |
| H 204    | Klaviersonate in F-majeur                    | Wq 54:1           |
| H 205    | Klaviersonate in C-majeur                    | Wq 54:2           |
| H 206    | Klaviersonate in Bes majeur                  | Wq 54:4           |
| H 207    | Klaviersonate in A-majeur                    | Wq 54:6           |
| H 208    | Klaviersonate in d-mineur                    | Wq 57:4           |
| H 209    | Klaviersonate in c-mineur                    | Wq 60             |
| H 210    | Klaviersonate in F-majeur                    | Wq 62:23          |
| H 211    | Klaviersonate in C-majeur                    | Wq 65:44          |
| H 212    | Klaviersonate in Bes majeur                  | Wq 65:45          |
| H 213    | Klaviersonate in A-majeur                    | Wq 65:46          |
| H 214    | Menuet voor klavier in D-majeur              | Wq 116: 3         |
| H 215    | alla polacca voor klavier in C-majeur        | Wq 116: 4         |
| H 216    | Menuet voor klavier in C-majeur              | Wq 116: 5         |
| H 217    | alla polacca voor klavier in D-majeur        | Wq 116: 6         |
| H 218    | Menuet voor klavier in F-majeur              | Wq 116: 7         |
| H 219    | alla polacca voor klavier in G-majeur        | Wq 116: 8         |
| H 220    | Solfeggio voor klavier in c-mineur           | Wq 117: 2         |
| H 221    | Solfeggio voor klavier in Es majeur          | Wq 117: 3         |
| H 222    | Solfeggio voor klavier in A-majeur           | Wq 117: 4         |
| H 223    | Fantasie voor klavier in G-majeur            | Wq 117:11         |
| H 224    | Fantasie voor klavier in d-mineur            | Wq 117:12         |
| H 225    | Fantasie voor klavier in g-mineur            | Wq 117:13         |
| H 226    | Romance voor klavier in G-majeur             | Wq 118: 6         |
| H 227    | Sinfonia voor klavier in F-majeur            | Wq 122:5          |
| H 228    | Allegro di molto voor klavier in F-majeur    | Wq 114: 1         |
| H 229    | Andante e grazioso voor klavier in g-mineur  | Wq 114: 2         |
| H 230    | Presto voor klavier in c-mineur              | Wq 114: 3         |
| H 231    | Menuet voor klavier in G-majeur              | Wq 114: 4         |
| H 232    | Alla polacca voor klavier in D-majeur        | Wq 114: 5         |
| H 233    | Alla polacca voor klavier in Es majeur       | Wq 114: 6         |
| H 234    | Fantasie voor klavier in d-mineur            | Wq 114: 7, 117:16 |
| H 235    | Allegro voor klavier in E-majeur             | Wq 114: 8         |
| H 236    | Allegretto voor klavier in A-majeur          | Wq 114: 9         |
| H 237    | Andante voor klavier in C-majeur             | Wq 114:10         |
| H 238    | Poco allegro voor klavier in e-mineur        | Wq 114:11         |
| H 239    | Polonaise voor klavier in G-majeur           |                   |
| H 240    | Klaviersonate in F-majeur                    | Wq 62:24          |
| H 241    | Clavierstück für die rechte oder linke Hand  | Wq 117: 1         |
| H 242    | Concerto per il cembalo solo                 |                   |
| H 243    | Klaviersonate in F-majeur                    | Wq 55:5           |
| H 244    | Klaviersonate in C-majeur                    | Wq 55:1           |
| H 245    | Klaviersonate in b-mineur                    | Wq 55:3           |
| H 246    | Klaviersonate in G-majeur                    | Wq 56:2           |
| H 247    | Klaviersonate in a-mineur                    | Wq 57:2           |
| H 248    | Klaviersonate in C-majeur                    | Wq 65:47          |
| H 249    | Leichtes Clavier-Stück in C-majeur           | Wq 116:23         |
| H 250    | Leichtes Clavier-Stück in F-majeur           | Wq 116:24         |
| H 251    | Leichtes Clavier-Stück in D-majeur           | Wq 116:25         |
| H 252    | Leichtes Clavier-Stück in G-majeur           | Wq 116:26         |
| H 253    | Leichtes Clavier-Stück in Bes majeur         | Wq 116:27         |
| H 254    | Leichtes Clavier-Stück in D-majeur           | Wq 116:28         |
| H 255    | Allegro voor klavier in D-majeur             |                   |
| H 256    | Allegro voor klavier in F-majeur             |                   |
| H 257    | Allegretto voor klavier in D-majeur          |                   |
| H 258    | Menuet voor klavier in F-majeur              |                   |
| H 259    | Variationen mit veränderten Reprisen         | Wq 118:10         |
| H 260    | Rondo voor klavier in C-majeur               | Wq 56:1           |
| H 261    | Rondo voor klavier in D-majeur               | Wq 56:3           |
| H 262    | Rondo voor klavier in a-mineur               | Wq 56:5           |
| H 263    | 12 Variationen über die Folie d'Espagne      | Wq 118: 9         |
| H 264    | 75 Cadenza's voor concerten                  | Wq 120            |
| H 265    | Rondo voor klavier in E-majeur               | Wq 57:1           |
| H 266    | Rondo voor klavier in F-majeur               | Wq 57:5           |
| H 267    | Rondo voor klavier in Bes majeur             | Wq 58:5           |
| H 268    | Rondo voor klavier in G-majeur               | Wq 59:2           |
| H 269    | Klaviersonate in F-majeur                    | Wq 56:4           |
| H 270    | Klaviersonate in A-majeur                    | Wq 56:6           |
| H 271    | Rondo voor klavier in G-majeur               | Wq 57:3           |
| H 272    | Rondo voor klavier in e-mineur               | Wq 66             |
| H 273    | Klaviersonate in G-majeur                    | Wq 58:2           |
| H 274    | Rondo voor klavier in E-majeur               | Wq 58:3           |
| H 275    | Canzonetta der Herzogin von Gotha            | Wq 118: 8         |
| H 276    | Rondo voor klavier in A-majeur               | Wq 58:1           |
| H 277    | Fantasie voor klavier in Es majeur           | Wq 58:6           |
| H 278    | Fantasie voor klavier in A-majeur            | Wq 58:7           |
| H 279    | Fantasie voor klavier in F-majeur            | Wq 59:5           |
| H 280    | Klaviersonate in G-majeur                    | Wq 65:48          |
| H 281    | Klaviersonate in e-mineur                    | Wq 59:1           |
| H 282    | Klaviersonate in Bes majeur                  | Wq 59:3           |
| H 283    | Rondo voor klavier in c-mineur               | Wq 59:4           |
| H 284    | Fantasie voor klavier in C-majeur            | Wq 59:6           |
| H 285    | Fughetta op "C-F-E-B-A-C-H" in F-majeur      |                   |
| H 286    | Klaviersonate in D-majeur                    | Wq 61:2           |
| H 287    | Klaviersonate in e-mineur                    | Wq 61:5           |
| H 288    | Rondo voor klavier in Es majeur              | Wq 61:1           |
| H 289    | Fantasie voor klavier in Bes majeur          | Wq 61:3           |
| H 290    | Rondo voor klavier in d-mineur               | Wq 61:4           |
| H 291    | Fantasie voor klavier in C-majeur            | Wq 61:6           |
| H 292    | Klaviersonatine in G-majeur                  | Wq 63:7           |
| H 293    | Klaviersonatine in E-majeur                  | Wq 63:8           |
| H 294    | Klaviersonatine in D-majeur                  | Wq 63:9           |
| H 295    | Klaviersonatine in Bes majeur                | Wq 63:10          |
| H 296    | Klaviersonatine in F-majeur                  | Wq 63:11          |
| H 297    | Klaviersonatine in d-mineur                  | Wq 63:12          |
| H 298    | Klaviersonate in Es majeur                   | Wq 65:49          |
| H 299    | Klaviersonate in G-majeur                    | Wq 65:50          |

### H300-399
| H-nummer | Titel                                                 | Wq-nummer |
| -------- | ----------------------------------------------------- | --------- |
| H 300    | Fantasie voor klavier in fis-mineur                   | Wq 67     |
| H 301    | Allegretto voor klavier in F-majeur                   | Wq 116:19 |
| H 302    | Allegro voor klavier in D-majeur                      | Wq 116:20 |
| H 303    | Menuet voor klavier in G-majeur                       | Wq 116:29 |
| H 304    | Menuet voor klavier in G-majeur                       | Wq 116:30 |
| H 305    | Menuet voor klavier in G-majeur                       | Wq 116:31 |
| H 306    | Menuet voor klavier in F-majeur                       | Wq 116:32 |
| H 307    | Menuet voor klavier in D-majeur                       | Wq 116:33 |
| H 308    | Polonaise voor klavier in A-majeur                    | Wq 116:34 |
| H 309    | Menuet voor klavier in D-majeur                       | Wq 116:35 |
| H 310    | Allegro di molto voor klavier in A-majeur             | Wq 116:36 |
| H 311    | Allegro voor klavier in E-majeur                      | Wq 116:37 |
| H 312    | Allegro voor klavier in Bes majeur                    | Wq 116:38 |
| H 313    | Presto voor klavier in a-mineur                       | Wq 116:39 |
| H 314    | Menuet voor klavier in D-majeur                       | Wq 116:40 |
| H 315    | Polonaise voor klavier in F-majeur                    | Wq 116:41 |
| H 316    | Polonaise voor klavier in A-majeur                    | Wq 116:42 |
| H 317    | Polonaise voor klavier in Bes majeur                  | Wq 116:43 |
| H 318    | Polonaise voor klavier in Es majeur                   | Wq 116:44 |
| H 319    | Mars voor klavier in F-majeur                         | Wq 116:45 |
| H 320    | Mars voor klavier in D-majeur                         | Wq 116:46 |
| H 321    | Menuet voor klavier in C-majeur                       | Wq 116:47 |
| H 322    | Menuet voor klavier in G-majeur                       | Wq 116:48 |
| H 323    | Polonaise voor klavier in D-majeur                    | Wq 116:49 |
| H 324    | Langsam und traurig voor klavier in a-mineur          | Wq 116:50 |
| H 325    | Allegro voor klavier in C-majeur                      | Wq 116:51 |
| H 326    | Allegro ma non troppo voor klavier in Es majeur       | Wq 116:52 |
| H 327    | Allegro voor klavier in C-majeur                      | Wq 116:53 |
| H 328    | Allegro voor klavier in G-majeur                      | Wq 116:54 |
| H 329    | Allegro voor klavier in Es majeur                     | Wq 116:55 |
| H 330    | Allegro voor klavier in D-majeur                      | Wq 116:56 |
| H 331    | Allegretto grazioso voor klavier in C-majeur          | Wq 116:57 |
| H 332    | Klaviersonate in D-majeur                             |           |
| H 333    | La Juliane voor klavier in F-majeur                   |           |
| H 334    | Variaties voor klavier in C-majeur                    |           |
| H 335    | Adagio per il orgelo a 2 claviere e pedal in d-mineur |           |
| H 336    | 5 Choräle mit Mittelstimmen voor klavier              |           |
| H 337    | Koraal voor klavier in F-majeur                       |           |
| H 338    | 2 Allegro's voor klavier                              |           |
| H 339    | Fantasie voor klavier in Es majeur                    |           |
| H 340    | Klaviersonate in D-majeur                             |           |
| H 341    | Klaviersonate in e-mineur                             |           |
| H 342    | Sinfonia voor klavier in Bes majeur                   |           |
| H 343    | Klaviersonate in C-majeur                             |           |
| H 344    | Klaviersonate in c-mineur                             |           |
| H 345    | Klaviersonate in F-majeur                             |           |
| H 346    | Klaviersonate in D-majeur                             |           |
| H 347    | Klaviersonate in Es majeur                            |           |
| H 348    | Klaviersonate in F-majeur                             |           |
| H 349    | Klaviersonate in c-mineur                             |           |
| H 350    | Klaviersonate in Bes majeur                           |           |
| H 351    | Klaviersonate in f-mineur                             |           |
| H 352    | Klaviersonate in Bes majeur                           |           |
| H 353    | Klaviersonate in C-majeur                             |           |
| H 354    | Klaviersonate in F-majeur                             |           |
| H 355    | Klaviersonate in G-majeur                             |           |
| H 356    | Klaviersonate in G-majeur                             |           |
| H 357    | Klaviersonate in a-mineur                             |           |
| H 358    | Klaviersonate in Bes majeur                           |           |
| H 359    | Fantasie en Fuga voor klavier in e-mineur             |           |
| H 360    | Fuga voor klavier in C-majeur                         |           |
| H 361    | Arioso con variazioni voor klavier in A-majeur        |           |
| H 362    | Alla polacca con variatio voor klavier in G-majeur    |           |
| H 363    | Giga con variazioni voor klavier in F-majeur          |           |
| H 364    | Menuet voor klavier in D-majeur                       |           |
| H 365    | Menuetten zum Tantzen voor klavier in D-majeur        |           |
| H 366    | Polonaise voor klavier in D-majeur                    |           |
| H 367    | Polonaise voor klavier in D-majeur                    |           |
| H 368    | Polonaise voor klavier in A-majeur                    |           |
| H 369    | 5 stukken voor klavier                                |           |
| H 370    | La Walhauer voor klavier in A-majeur                  |           |
| H 371    | Koraal voor klavier in Bes majeur                     |           |
| H 371.5  | Andante en alla breve voor klavier                    |           |
| H 371.6  | Andante voor klavier in c-mineur                      |           |
| H 371.7  | Arietta con variationes voor klavier in D-majeur      |           |
| H 371.8  | Fantasie voor klavier in e-mineur                     |           |
| H 371.9  | Sonata di Preludio e Fuga voor klavier in F-majeur    |           |
| H 372    | 6 Klaviersonates                                      |           |
| H 372.5  | Fuga voor orgel in d-mineur                           |           |
| H 373    | Klaviersonate in F-majeur (H 373                      |           |
| H 373.5  | 3 Fughetta's voor klavier                             |           |
| H 374    | Fuga voor klavier in Bes majeur                       |           |
| H 375    | Polonaise voor klavier in Es majeur                   |           |
| H 375.5  | 2 Menuets voor klavier in F-majeur                    |           |
| H 376    | Klaviersonate in C-majeur                             |           |
| H 377    | 2 Klaviersonates                                      |           |
| H 378    | Klaviersonate in A-majeur                             |           |
| H 379    | Klaviersonate in A-majeur                             |           |
| H 380    | 2 Klaviersonates                                      |           |
| H 381    | Klaviersonate in C-majeur                             | Wq 272    |
| H 382    | A favoriete ouverture van Sig. Bach van Berlijn       |           |
| H 383    | Klaviersonate in e-mineur                             |           |
| H 384    | Parthia voor klavier in C-majeur                      |           |
| H 385    | Le travagant voor klavier in G-majeur                 |           |
| H 386    | Le caressant - Le contente voor klavier in a-mineur   |           |
| H 387    | Le petit maître voor klavier in F-majeur              |           |
| H 388    | Le flegmatique en colère voor klavier in g-mineur     |           |
| H 389    | Le moribant voor klavier in d-mineur                  |           |
| H 390    | Il est vive voor klavier in D-majeur                  |           |
| H 390.5  | Giga voor klavier in Bes majeur                       |           |
| H 391    | Andante e Allegro voor klavier                        |           |
| H 392    | Fuga voor klavier in C-majeur (BWV Anh.90             |           |
| H 393    | Fuga voor klavier in c-mineur (BWV 575                |           |
| H 394    | Fuga sopra il nome de Bach in C-majeur                |           |
| H 395    | Koraal voor klavier in G-majeur                       |           |
| H 396    | Koraal voor klavier in d-mineur                       |           |
| H 397    | Vivace voor klavier in c-mineur                       |           |
| H 398    | Menuet voor klavier in Es majeur                      |           |
| H 399    | Tempo di menuetto voor klavier in A-majeur            |           |

### H400-499
| H-nummer   | Titel                                                 | Wq-nummer |
| ---------- | ----------------------------------------------------- | --------- |
| H 400      | Etude voor klavier in A-majeur                        |           |
| H 401      | Etude voor klavier in a-mineur                        |           |
| H 402      | Stuk voor klavier in a-mineur (fragment)              |           |
| H 403      | Klavierconcert in a-mineur                            | Wq 1      |
| H 404      | Klavierconcert in Es majeur                           | Wq 2      |
| H 405      | Klavierconcert in G-majeur                            | Wq 3      |
| H 406      | Klavierconcert in G-majeur                            | Wq 4      |
| H 407      | Klavierconcert in c-mineur                            | Wq 5      |
| H 408      | Concerto voor 2 klavecimbels in F-majeur              | Wq 46     |
| H 409      | Klavierconcert in g-mineur                            | Wq 6      |
| H 410      | Klavierconcert in A-majeur                            | Wq 7      |
| H 411      | Klavierconcert in A-majeur                            | Wq 8      |
| H 412      | Klavierconcert in G-majeur                            | Wq 9      |
| H 413      | Klavierconcert in Bes majeur                          | Wq 10     |
| H 414      | Klavierconcert in D-majeur                            | Wq 11     |
| H 415      | Klavierconcert in F-majeur                            | Wq 12     |
| H 416      | Klavierconcert in D-majeur                            | Wq 13     |
| H 417      | Klavierconcert in E-majeur                            | Wq 14     |
| H 418      | Klavierconcert in e-mineur                            | Wq 15     |
| H 419      | Klavierconcert in G-majeur                            | Wq 16     |
| H 420      | Klavierconcert in d-mineur                            | Wq 17     |
| H 421      | Klavierconcert in D-majeur                            | Wq 18     |
| H 422      | Klavierconcert in A-majeur                            | Wq 19     |
| H 423      | Klavierconcert in C-majeur                            | Wq 20     |
| H 424      | Klavierconcert in a-mineur                            | Wq 21     |
| H 425      | Klavierconcert in d-mineur                            | Wq 22     |
| H 426      | Fluitconcert in d-mineur                              |           |
| H 427      | Klavierconcert in d-mineur                            | Wq 23     |
| H 428      | Klavierconcert in e-mineur                            | Wq 24     |
| H 429      | Klavierconcert in Bes majeur                          | Wq 25     |
| H 430      | Klavierconcert in a-mineur                            | Wq 26     |
| H 431      | Fluitconcert in a-mineur                              | Wq 166    |
| H 432      | Celloconcert in a-mineur                              | Wq 170    |
| H 433      | Klavierconcert in D-majeur                            | Wq 27     |
| H 434      | Klavierconcert in Bes majeur                          | Wq 28     |
| H 435      | Fluitconcert in Bes majeur                            | Wq 167    |
| H 436      | Celloconcert in Bes majeur                            | Wq 171    |
| H 437      | Klavierconcert in A-majeur                            | Wq 29     |
| H 438      | Fluitconcert in A-majeur                              | Wq 168    |
| H 439      | Celloconcert in A-majeur                              | Wq 172    |
| H 440      | Klavierconcert in b-mineur                            | Wq 30     |
| H 441      | Klavierconcert in c-mineur                            | Wq 31     |
| H 442      | Klavierconcert in g-mineur                            | Wq 32     |
| H 443      | Klavierconcert in F-majeur                            | Wq 33     |
| H 444      | Klavierconcert in G-majeur                            | Wq 34     |
| H 445      | Fluitconcert in G-majeur                              | Wq 169    |
| H 446      | Klavierconcert in Es majeur                           | Wq 35     |
| H 447      | Klavierconcert in Bes majeur                          | Wq 36     |
| H 448      | Klavierconcert in c-mineur                            | Wq 37     |
| H 449      | Sonatine in D-majeur                                  | Wq 96     |
| H 450      | Sonatine in G-majeur                                  | Wq 97     |
| H 451      | Sonatine in G-majeur                                  | Wq 98     |
| H 452      | Sonatine in F-majeur                                  | Wq 99     |
| H 453      | Sonatine in d-mineur                                  | Wq 109    |
| H 454      | Klavierconcert in F-majeur                            | Wq 38     |
| H 455      | Sonatine in E-majeur                                  | Wq 100    |
| H 456      | Sonatine in D-majeur                                  | Wq 102    |
| H 457      | Sonatine in C-majeur                                  | Wq 103    |
| H 458      | Sonatine in C-majeur                                  | Wq 106    |
| H 459      | Sonatine in Bes majeur                                | Wq 110    |
| H 460      | Sonatine in C-majeur                                  | Wq 101    |
| H 461      | Sonatine in d-mineur                                  | Wq 107    |
| H 462      | Sonatine in Es majeur                                 | Wq 108    |
| H 463      | Sonatine in F-majeur                                  | Wq 104    |
| H 464      | Sonatine in Es majeur                                 | Wq 105    |
| H 465      | Klavierconcert in Bes majeur                          | Wq 39     |
| H 466      | Hoboconcert in Bes majeur                             | Wq 164    |
| H 467      | Klavierconcert in Es majeur                           | Wq 40     |
| H 468      | Hoboconcert in Es majeur                              | Wq 165    |
| H 469      | Klavierconcert in Es majeur                           | Wq 41     |
| H 470      | Klavierconcert in F-majeur                            | Wq 42     |
| H 471      | Klavierconcert in F-majeur                            | Wq 43:1   |
| H 472      | Klavierconcert in D-majeur                            | Wq 43:2   |
| H 473      | Klavierconcert in Es majeur                           | Wq 43:3   |
| H 474      | Klavierconcert in c-mineur                            | Wq 43:4   |
| H 475      | Klavierconcert in G-majeur                            | Wq 43:5   |
| H 476      | Klavierconcert in C-majeur                            | Wq 43:6   |
| H 477      | Klavierconcert in G-majeur                            | Wq 44     |
| H 478      | Klavierconcert in D-majeur                            | Wq 45     |
| H 479      | Concerto doppio voor Klavecimbel & piano in Es majeur | Wq 47     |
| H 480      | Sonatine in D-majeur                                  |           |
| H 481      | Sonatine in D-majeur                                  |           |
| H 482/1    | Fluitconcert in D-majeur                              |           |
| H 482/2-11 | 10 Fluitconcerten (verloren)                          |           |
| H 483      | Klavierconcert in Bes majeur                          |           |
| H 484      | Klavierconcert in g-mineur                            |           |
| H 485      | Klavierconcert in e-mineur                            |           |
| H 486      | Klavierconcert in f-mineur                            |           |
| H 487      | Klavierconcert in d-mineur                            |           |
| H 488      | Klavierconcert in Bes majeur                          |           |
| H 489      | Klavierconcert in G-majeur                            |           |
| H 490      | Sonatina a harmonica in a-mineur                      |           |
| H 491      | Klavierconcert in C-majeur                            |           |
| H 492      | Sonatina a harmonica in a-mineur                      |           |
| H 493      | Klavierconcert in Es majeur                           |           |
| H 493.5    | Klavierconcert in F-majeur                            |           |
| H 494      | Klavierconcert in Bes majeur                          |           |
| H 495      | Klavierconcert in Es majeur                           |           |
| H 496      | Klavierconcert in b-mineur                            |           |
| H 497      | Klavierconcert in Bes majeur                          |           |
| H 498      | Klavierconcert in C-majeur                            |           |
| H 499      | Klavierconcert in b-mineur                            |           |

### H500-599
| H-nummer | Titel                                                     | Wq-nummer |
| -------- | --------------------------------------------------------- | --------- |
| H 500    | Klavierconcert in F-majeur                                |           |
| H 501    | Vioolconcert in D-majeur                                  |           |
| H 502    | Vioolsonate in D-majeur                                   | Wq 71     |
| H 503    | Vioolsonate in d-mineur                                   | Wq 72     |
| H 504    | Vioolsonate in C-majeur                                   | Wq 73     |
| H 505    | Fluitsonate in D-majeur                                   | Wq 83     |
| H 506    | Fluitsonate in E-majeur                                   | Wq 84     |
| H 507    | Vioolsonate in D-majeur                                   | Wq 74     |
| H 508    | Fluitsonate in G-majeur                                   | Wq 85     |
| H 509    | Fluitsonate in G-majeur                                   | Wq 86     |
| H 510    | Viola da gambasonate in g-mineur                          | Wq 88     |
| H 511    | Vioolsonate in F-majeur                                   | Wq 75     |
| H 512    | Vioolsonate in b-mineur                                   | Wq 76     |
| H 513    | Vioolsonate in Bes majeur                                 | Wq 77     |
| H 514    | Vioolsonate in c-mineur                                   | Wq 78     |
| H 515    | Fluitsonate in C-majeur                                   | Wq 87     |
| H 516    | Klarinetsonate in Es majeur                               | Wq 92:1   |
| H 517    | Klarinetsonate in Es majeur                               | Wq 92:2   |
| H 518    | Klarinetsonate in Es majeur                               | Wq 92:3   |
| H 519    | Klarinetsonate in Bes majeur                              | Wq 92:4   |
| H 520    | Klarinetsonate in Es majeur                               | Wq 92:5   |
| H 521    | Klarinetsonate in Bes majeur                              | Wq 92:6   |
| H 522    | Pianotrio in a-mineur                                     | Wq 90:1   |
| H 523    | Pianotrio in G-majeur                                     | Wq 90:2   |
| H 524    | Pianotrio in C-majeur                                     | Wq 90:3   |
| H 525    | Pianotrio in Bes majeur                                   | Wq 89:1   |
| H 526    | Pianotrio in C-majeur                                     | Wq 89:2   |
| H 527    | Pianotrio in A-majeur                                     | Wq 89:3   |
| H 528    | Pianotrio in Es majeur                                    | Wq 89:4   |
| H 529    | Pianotrio in e-mineur                                     | Wq 89:5   |
| H 530    | Pianotrio in D-majeur                                     | Wq 89:6   |
| H 531    | Pianotrio in e-mineur                                     | Wq 91:1   |
| H 532    | Pianotrio in D-majeur                                     | Wq 91:2   |
| H 533    | Pianotrio in F-majeur                                     | Wq 91:3   |
| H 534    | Pianotrio in C-majeur                                     | Wq 91:4   |
| H 535    | Arioso con variazioni in A-majeur                         | Wq 79     |
| H 536    | Fantasie in fis-mineur                                    | Wq 80     |
| H 537    | Kwartet voor fluit & pianotrio in a-mineur                | Wq 93     |
| H 538    | Kwartet voor fluit & pianotrio in D-majeur                | Wq 94     |
| H 539    | Kwartet voor fluit & pianotrio in G-majeur                | Wq 95     |
| H 540    | Sonate voor 1 instrument & klavier in e-mineur (fragment) |           |
| H 541    | Altvioolsonate in G-majeur (verloren)                     |           |
| H 542    | Vioolsonate in A-majeur                                   |           |
| H 542.5  | Fluitsonate in g-mineur (BWV 1020)                        |           |
| H 543    | Fluitsonate in Bes majeur                                 |           |
| H 544    | Vioolsonate in E-majeur                                   |           |
| H 545    | Fluitsonate in Es majeur (BWV 1031)                       |           |
| H 546    | Vioolsonate in C-majeur                                   |           |
| H 547    | Vioolsonate in G-majeur                                   |           |
| H 548    | Fluitsonate in G-majeur                                   | Wq 134    |
| H 549    | Hobosonate in g-mineur                                    | Wq 135    |
| H 550    | Fluitsonate in G-majeur                                   | Wq 123    |
| H 551    | Fluitsonate in e-mineur                                   | Wq 124    |
| H 552    | Fluitsonate in Bes majeur                                 | Wq 125    |
| H 553    | Fluitsonate in D-majeur                                   | Wq 126    |
| H 554    | Fluitsonate in G-majeur                                   | Wq 127    |
| H 555    | Fluitsonate in a-mineur                                   | Wq 128    |
| H 556    | Fluitsonate in D-majeur                                   | Wq 129    |
| H 557    | Cellosonate in g-mineur (verloren)                        | Wq 138    |
| H 558    | Viola da gambasonate in C-majeur                          | Wq 136    |
| H 559    | Viola da gambasonate in D-majeur                          | Wq 137    |
| H 560    | Fluitsonate in Bes majeur                                 | Wq 130    |
| H 561    | Fluitsonate in D-majeur                                   | Wq 131    |
| H 562    | Fluitsonate in a-mineur                                   | Wq 132    |
| H 563    | Harpsonate in G-majeur                                    | Wq 139    |
| H 564    | Fluitsonate in G-majeur ("Hamburger sonate")              | Wq 133    |
| H 565    | 2 Fluitsonates                                            |           |
| H 566    | Trio met J.S. Bach (verloren)                             |           |
| H 567    | Triosonate in b-mineur                                    | Wq 143    |
| H 568    | Triosonate in G-majeur                                    | Wq 144    |
| H 569    | Triosonate in d-mineur                                    | Wq 145    |
| H 570    | Triosonate in A-majeur                                    | Wq 146    |
| H 571    | Triosonate in C-majeur                                    | Wq 147    |
| H 572    | Triosonate in a-mineur                                    | Wq 148    |
| H 573    | Triosonate in C-majeur                                    | Wq 149    |
| H 574    | Triosonate in G-majeur                                    | Wq 150    |
| H 575    | Triosonate in D-majeur                                    | Wq 151    |
| H 576    | Triosonate in F-majeur                                    | Wq 154    |
| H 577    | Triosonate in e-mineur                                    | Wq 155    |
| H 578    | Triosonate in Bes majeur                                  | Wq 161:2  |
| H 579    | Triosonate in c-mineur                                    | Wq 161:1  |
| H 580    | Triosonate in E-majeur                                    | Wq 162    |
| H 581    | Triosonate in G-majeur                                    | Wq 152    |
| H 582    | Triosonate in a-mineur                                    | Wq 156    |
| H 583    | Triosonate in G-majeur                                    | Wq 157    |
| H 584    | Triosonate in Bes majeur                                  | Wq 158    |
| H 585    | Sinfonia a tre voci in D-majeur                           |           |
| H 586    | Triosonate in G-majeur                                    | Wq 153    |
| H 587    | Triosonate in Bes majeur                                  | Wq 159    |
| H 588    | Triosonate in F-majeur                                    | Wq 163    |
| H 589    | Triosonate in F-majeur                                    |           |
| H 590    | Triosonate in d-mineur                                    | Wq 160    |
| H 591    | Triosonate in E-majeur                                    |           |
| H 592    | Triosonate in c-mineur                                    |           |
| H 593    | Triosonate in Es majeur (verloren)                        |           |
| H 594    | Triosonate in F-majeur (verloren)                         |           |
| H 595    | Triosonate in G-majeur (verloren)                         |           |
| H 596    | Triosonate in F-majeur                                    |           |
| H 597    | Triosonate in F-majeur                                    |           |
| H 598    | Duet voor fluit en viool in G-majeur                      | Wq 140    |
| H 599    | Duet voor violen in d-mineur (verloren)                   | Wq 141    |

### H600-699
| H-nummer | Titel                                                  | Wq-nummer | Jaar |
| -------- | ------------------------------------------------------ | --------- | ---- |
| H 600    | 12 stukken in 2 of 3 delen                             | Wq 81     |      |
| H 601    | 2 Menuetten in C-majeur                                | Wq 192    |      |
| H 602    | Menuet in D-majeur                                     | Wq 189:1  |      |
| H 603    | Menuet in D-majeur                                     | Wq 189:2  |      |
| H 604    | Polonaise in D-majeur                                  | Wq 190:1  |      |
| H 605    | Polonaise in a-mineur                                  | Wq 190:3  |      |
| H 606    | Menuet in D-majeur                                     | Wq 189:8  |      |
| H 607    | Polonaise in G-majeur                                  | Wq 190:2  |      |
| H 608    | Polonaise in D-majeur                                  | Wq 190:4  |      |
| H 609    | Polonaise in C-majeur                                  | Wq 190:5  |      |
| H 610    | Duet voor klavecimbels in Bes majeur                   | Wq 115:1  |      |
| H 611    | Duet voor klavecimbels in F-majeur                     | Wq 115:2  |      |
| H 612    | Duet voor klavecimbels in a-mineur                     | Wq 115:3  |      |
| H 613    | Duet voor klavecimbels in Es majeur                    | Wq 115:4  |      |
| H 614    | Mars voor blazers in D-majeur                          | Wq 185:1  |      |
| H 615    | Mars voor blazers in C-majeur                          | Wq 185:2  |      |
| H 616    | Mars voor blazers in F-majeur                          | Wq 185:3  |      |
| H 617    | Mars voor blazers in G-majeur                          | Wq 185:4  |      |
| H 618    | Mars voor blazers in Es majeur                         | Wq 185:5  |      |
| H 619    | Mars voor blazers in D-majeur                          | Wq 185:6  |      |
| H 620    | 2 kleine Stücke voor blazers (verloren)                | Wq 186    |      |
| H 621    | Marcia für die Arche in C-majeur                       | Wq 188    |      |
| H 622    | Menuet in G-majeur                                     | Wq 189:3  |      |
| H 623    | Menuet in G-majeur                                     | Wq 189:4  |      |
| H 624    | Menuet in G-majeur                                     | Wq 189:5  |      |
| H 625    | Menuet in F-majeur                                     | Wq 189:6  |      |
| H 626    | Menuet in D-majeur                                     | Wq 189:7  |      |
| H 627    | Polonaise in A-majeur                                  | Wq 190:6  |      |
| H 628    | 12 stukken in 2 of 3 delen                             | Wq 82     |      |
| H 629    | Sonate voor blazers in D-majeur                        | Wq 184:1  |      |
| H 630    | Sonate voor blazers in F-majeur                        | Wq 184:2  |      |
| H 631    | Sonate voor blazers in G-majeur                        | Wq 184:3  |      |
| H 632    | Sonate voor blazers in Es majeur                       | Wq 184:4  |      |
| H 633    | Sonate voor blazers in A-majeur                        | Wq 184:5  |      |
| H 634    | Sonate voor blazers in C-majeur                        | Wq 184:6  |      |
| H 635    | 30 Stücke für Spieluhren auch Drehorgeln               | Wq 193    |      |
| H 636    | Duet voor clarinets in C-majeur                        | Wq 142    |      |
| H 637    | 2 Marsen voor blazers                                  | Wq 187    |      |
| H 638    | 2 abwechselnde stark besetzte Menuetten                | Wq 191    |      |
| H 639    | Fantasie sopra Jesu meines Lebens Leben                |           |      |
| H 640    | 3 Sonates voor fluit & viool                           |           |      |
| H 641    | Divertimento in D-majeur                               |           |      |
| H 642    | Divertimento in G-majeur                               |           |      |
| H 643    | Sonate voor glasharmonica & cello in C-majeur          |           |      |
| H 644    | 3 Triosonates                                          |           |      |
| H 645    | Kwintet in C-majeur                                    |           |      |
| H 646    | Frühlings Erwachen voor 2 violen & klavier             |           |      |
| H 647    | Adagio voor strijkorkest in b-mineur                   |           |      |
| H 648    | Symfonie in G-majeur                                   | Wq 173    |      |
| H 649    | Symfonie in C-majeur                                   | Wq 174    |      |
| H 650    | Symfonie in F-majeur                                   | Wq 175    |      |
| H 651    | Symfonie in D-majeur                                   | Wq 176    |      |
| H 652    | Symfonie in e-mineur                                   | Wq 177    |      |
| H 653    | Symfonie in e-mineur                                   | Wq 178    |      |
| H 654    | Symfonie in Es majeur                                  | Wq 179    |      |
| H 655    | Symfonie in G-majeur                                   | Wq 180    |      |
| H 656    | Symfonie in F-majeur                                   | Wq 181    |      |
| H 657    | Symfonie in G-majeur                                   | Wq 182:1  |      |
| H 658    | Symfonie in Bes majeur                                 | Wq 182:2  |      |
| H 659    | Symfonie in C-majeur                                   | Wq 182:3  |      |
| H 660    | Symfonie in A-majeur                                   | Wq 182:4  |      |
| H 661    | Symfonie in b-mineur                                   | Wq 182:5  |      |
| H 662    | Symfonie in E-majeur                                   | Wq 182:6  |      |
| H 663    | Symfonie in D-majeur                                   | Wq 183:1  | 1775 |
| H 664    | Symfonie in Es majeur                                  | Wq 183:2  |      |
| H 665    | Symfonie in F-majeur                                   | Wq 183:3  |      |
| H 666    | Symfonie in G-majeur                                   | Wq 183:4  |      |
| H 667    | Symfonie in G-majeur                                   |           |      |
| H 668    | Symfonieën & divertimento's door Johann Christian Bach |           |      |
| H 669    | 3 Aria's voor tenor                                    | Wq 211    |      |
| H 670    | Schäferlied in G-majeur                                | Wq 199:2  |      |
| H 671    | Der Zufriedne in D-majeur                              | Wq 199:10 |      |
| H 672    | Die verliebte Verzweifelung in c-mineur                | Wq 199:12 |      |
| H 673    | Die Küsse in Bes majeur                                | Wq 199:4  |      |
| H 674    | Trinklied in F-majeur                                  | Wq 199:5  |      |
| H 675    | Amint in G-majeur                                      | Wq 199:11 |      |
| H 676    | Die märkische Helene in D-majeur                       | Wq 199:14 |      |
| H 677    | Die sächsische Helene in D-majeur                      | Wq 199:1  |      |
| H 678    | Dorinde in C-majeur                                    | Wq 199:7  |      |
| H 679    | Lied eines jungen Mädchens in Bes majeur               | Wq 199:3  |      |
| H 680    | Der Morgen in A-majeur                                 | Wq 199:6  |      |
| H 681    | Die Biene in A-majeur                                  | Wq 199:9  |      |
| H 682    | Die Küsse in E-majeur                                  | Wq 199:13 |      |
| H 683    | Der Stoiker in e-mineur                                | Wq 199:8  |      |
| H 684    | Serin in d-mineur                                      | Wq 199:15 |      |
| H 685    | La Sophie in Bes majeur                                |           |      |
| H 686    | Gellerts gewijde odes & liederen                       | Wq 194    |      |
| H 687    | Herausforderungslied vor der Schlacht bey Rossbach     | Wq 199:20 |      |
| H 688    | Freude in E-majeur                                     | Wq 202:A  |      |
| H 689    | Am Namenstag der Mademoiselle S in G-majeur            | Wq 199:16 |      |
| H 690    | Der Traum in A-majeur                                  | Wq 199:17 |      |
| H 691    | Die Tugend in C-majeur                                 | Wq 199:18 |      |
| H 692    | Doris in F-majeur                                      | Wq 199:19 |      |
| H 693    | Das Privilegium in f-mineur                            | Wq 202:B1 |      |
| H 694    | Die Landschaft in G-majeur                             | Wq 202:B2 |      |
| H 695    | Belinde in e-mineur                                    | Wq 202:B3 |      |
| H 696    | Gellerts gewijde odes & liederen                       | Wq 195    |      |
| H 697    | Phyllis und Thirsis                                    | Wq 232    |      |
| H 698    | Bachus und Venus in a-mineur                           | Wq 202:D  |      |
| H 699    | Der Wirth und die Gäste in F-majeur                    | Wq 201    |      |

### H700-799
| H-nummer | Titel                                                     | Wq-nummer  |
| -------- | --------------------------------------------------------- | ---------- |
| H 700    | Belise und Thyrsis in F-majeur                            | Wq 200:10  |
| H 701    | An eine kleine Schöne in cis-mineur                       | Wq 200:20  |
| H 702    | An die Natur in e-mineur                                  | Wq 200:6   |
| H 703    | An meine Ruhestätte in C-majeur                           | Wq 200:8   |
| H 704    | An den Schlaf in a-mineur                                 | Wq 200:11  |
| H 705    | Die Zufriedenheit in D-majeur                             | Wq 200:12  |
| H 706    | Gartenlied in G-majeur                                    | Wq 200:15  |
| H 707    | Auf den Geburtstag eines Freundes in b-mineur             | Wq 200:17  |
| H 708    | An einen Freunde in C-majeur                              | Wq 200:19  |
| H 709    | Der Unbeständige in Es majeur                             | Wq 202:C1  |
| H 710    | Phillis in C-majeur                                       | Wq 202:C2  |
| H 711    | An die Liebe in c-mineur                                  | Wq 202:C3  |
| H 712    | Weinachtslied in A-majeur                                 | Wq 202:C4  |
| H 713    | Vom Leiden des Erlösers in g-mineur                       | Wq 202:C5  |
| H 714    | Klagen einer Schäferin in b-mineur                        | Wq 202:C6  |
| H 715    | Ode auf die Gegenwart seiner Majestät in Rom              | Wq 202:C7  |
| H 716    | Auf die Auferstehung des Erlösers in E-majeur             | Wq 202:C8  |
| H 717    | Ode am Communion-Tage in f-mineur                         | Wq 202:C9  |
| H 718    | Loblied in C-majeur                                       | Wq 202:C10 |
| H 719    | Bey dem Grabe in F-majeur                                 | Wq 202:C11 |
| H 720    | Schnitterlied in G-majeur                                 | Wq 202:C13 |
| H 721    | Passionslied in As majeur                                 | Wq 202:C12 |
| H 722    | Selma in fis-mineur                                       | Wq 236     |
| H 723    | Der Frühling in D-majeur                                  | Wq 237     |
| H 724    | Communionlied in dis-mineur                               | Wq 202:E1  |
| H 725    | Freudige Erwartung des Todes in F-majeur                  | Wq 202:E2  |
| H 726    | Ermunterung zur Beständigkeit in C-majeur                 | Wq 202:E3  |
| H 727    | Glückseligkeit des Christen in a-mineur                   | Wq 202:E4  |
| H 728    | Osterlied in Bes majeur                                   | Wq 202:E5  |
| H 729    | Des Herrn Wort ist wahrhaftig in cis-mineur               | Wq 202:E6  |
| H 730    | Klagelied eines Bauren in a-mineur                        | Wq 202:O2  |
| H 731    | Vaterlandslied in Es majeur                               | Wq 202:F1  |
| H 732    | Der Bauer in F-majeur                                     | Wq 202:F2  |
| H 733    | Psalmen vertaald door Cramer                              | Wq 196     |
| H 734    | Der Frühling an Röschen in e-mineur                       | Wq 200:9   |
| H 735    | Die Grazien in C-majeur                                   | Wq 200:22  |
| H 736    | Die Schlummernde in d-mineur                              | Wq 202:G1  |
| H 737    | Lyda in a-mineur                                          | Wq 202:G2  |
| H 738    | Trinklied für Freye in C-majeur                           | Wq 202:I1  |
| H 739    | Selma in fis-mineur                                       | Wq 202:I2  |
| H 740    | Trinklied in C-majeur                                     | Wq 200:13  |
| H 741    | An Doris in F-majeur                                      | Wq 200:21  |
| H 742    | Auf den Flügeln des Morgenroths                           | Wq 202:O1  |
| H 742    | Auf den Flügeln des Morgenroths in E-majeur               | Wq 202:O1  |
| H 743    | Die Trennung in d-mineur                                  | Wq 202:O4  |
| H 744    | An den Schlaf in d-mineur                                 | Wq 202:H   |
| H 745    | Todtengräberlied in d-mineur                              | Wq 200:1   |
| H 746    | Selma in C-majeur                                         | Wq 202:J   |
| H 747    | Aus einer Ode zum neuen Jahr in G-majeur                  | Wq 200:14  |
| H 748    | An die Grazien und Musen in D-majeur                      | Wq 200:5   |
| H 749    | Geestelijke liederen door Christoph Sturm                 | Wq 197     |
| H 750    | Fischerlied in a-mineur                                   | Wq 202:K1  |
| H 751    | Tischlied in F-majeur                                     | Wq 202:K2  |
| H 752    | Geestelijke liederen door Christoph Sturm                 | Wq 198     |
| H 753    | Lied in e-mineur                                          | Wq 202:L1  |
| H 754    | Das Milchmädchen in C-majeur                              | Wq 202:L2  |
| H 755    | Lied der Schnitterinnen in F-majeur                       | Wq 200:2   |
| H 756    | Nonnelied in e-mineur                                     | Wq 200:3   |
| H 757    | Das mitleidige Mädchen in g-mineur                        | Wq 200:4   |
| H 758    | Bevelise und Lysidor in Es majeur                         | Wq 200:7   |
| H 759    | Mittel, freundlich zu werden in Es majeur                 | Wq 200:16  |
| H 760    | Hoffe auf Gott in C-majeur                                | Wq 200:18  |
| H 761    | Fürsten sind am Lebensziele in Bes majeur (verloren)      | Wq 214     |
| H 762    | Freudenlied in G-majeur                                   | Wq 231     |
| H 763    | 2 liederen (verloren)                                     |            |
| H 764    | Masonische liederen                                       | Wq 202:N   |
| H 765    | Uit Psalm nr. 107 in Bes majeur                           | Wq 202:O3  |
| H 766    | Sie schönste soll bey Sonnenschein in C-majeur            | Wq 202:O5  |
| H 767    | D'amor per te languisco in D-majeur                       | Wq 213     |
| H 768    | An den Mond in Es majeur                                  |            |
| H 769    | Weil Gott uns das Gesicht verlieh in A-majeur             |            |
| H 769.5  | Climene in G-majeur                                       |            |
| H 770    | Cancionetta in G-majeur                                   |            |
| H 771    | Nachahmung einiger Stellen des anderen Psalms in C-majeur |            |
| H 772    | Magnificat in D-majeur                                    | Wq 215     |
| H 773    | Psalm nr. 2 in F-majeur                                   | Wq 205     |
| H 774    | Psalm nr. 4 in g-mineur                                   | Wq 206     |
| H 775    | Die Israeliten in der Wüste                               | Wq 238     |
| H 776    | Die letzten Leiden des Erlösers                           | Wq 233     |
| H 777    | Die Auferstehung und Himmelfahrt Jesu                     | Wq 240     |
| H 778    | Heilig                                                    | Wq 217     |
| H 779    | Klopstocks Morgengesang am Schöpfunsfeste                 | Wq 239     |
| H 780    | 2 Litaneyen aus dem Schleswig Gesangbuche                 | Wq 204     |
| H 781    | Neue Melodien des neuen Hamburgischen Gesangbuchs         | Wq 203     |
| H 782    | Matthaüs Passion 1769                                     |            |
| H 783    | Markus Passion 1770 (verloren)                            |            |
| H 784    | Lukas Passion 1771 (verloren)                             |            |
| H 785    | Johannes Passion 1772                                     |            |
| H 786    | Matthaüs Passion 1773 (verloren)                          |            |
| H 787    | Markus Passion 1774 (verloren)                            |            |
| H 788    | Lukas Passion 1775 (verloren)                             |            |
| H 789    | Johannes Passion 1776 (verloren)                          |            |
| H 790    | Matthaüs Passion 1777 (verloren)                          |            |
| H 791    | Markus Passion 1778 (verloren)                            |            |
| H 792    | Lukas Passion 1779 (verloren)                             |            |
| H 793    | Johannes Passion 1780 (verloren)                          |            |
| H 794    | Matthaüs Passion 1781                                     |            |
| H 795    | Markus Passion 1782 (verloren)                            | Wq 230     |
| H 796    | Lukas Passion 1783 (grotendeels verloren)                 |            |
| H 797    | Johannes Passion 1784 (grotendeels verloren)              |            |
| H 798    | Matthaüs Passion 1785                                     | Wq 224     |
| H 799    | Markus Passion 1786                                       |            |

### H800-875
| H-nummer | Titel                                                                              | Wq-nummer   |
| -------- | ---------------------------------------------------------------------------------- | ----------- |
| H 800    | Lukas Passion 1787 (gedeeltelijk verloren)                                         | Wq 234      |
| H 801    | Johannes Passion 1788 (verloren)                                                   |             |
| H 802    | Matthaüs Passion                                                                   | Wq 235      |
| H 803    | Paascantate                                                                        | Wq 244      |
| H 804    | Oster Musik                                                                        | Wq 242      |
| H 805    | Oster Musik                                                                        | Wq 241      |
| H 806    | Paascantate (verloren)                                                             |             |
| H 807    | Osterquartal-Musik                                                                 | Wq 243      |
| H 808    | Paascantate (verloren)                                                             |             |
| H 809    | Michaelis-Musik (verloren)                                                         | Wq 248      |
| H 810    | Michaelis-Musik                                                                    | Wq 245      |
| H 811    | Michaelis-Musik (verloren)                                                         |             |
| H 812    | Michaelis-Musik                                                                    | Wq 212, 247 |
| H 813    | Michaelis-Musik (verloren)                                                         |             |
| H 814    | Michaelis-Musik                                                                    | Wq 246      |
| H 815    | Weihnacht-Cantate                                                                  | Wq 249      |
| H 816    | Weihnacht-Cantate (verloren)                                                       |             |
| H 817    | Pinkstercantate (verloren)                                                         |             |
| H 818    | Cantate am 16. Sonntage nach Trinitatis                                            |             |
| H 818.5  | Cantate am 20. Sonntage nach Trinitatis                                            |             |
| H 819    | Cantate auf Mariä Heimsuchung (verloren)                                           |             |
| H 820    | 4 Sonntagsmusik (verloren)                                                         |             |
| H 821a   | Herrn Pastors Palm Einführungsmusik (verloren)                                     |             |
| H 821b   | Herrn Pastors Klefecker Einführungsmusik (verloren)                                |             |
| H 821c   | Herrn Pastors Schuchmachers Einführungsmusik                                       |             |
| H 821d   | Herrn Pastors Häseler Einführungsmusik (gedeeltelijk verlorem)                     |             |
| H 821e   | Herrn Pastors Hornbostel Einführungsmusik (verloren)                               |             |
| H 821f   | Herrn Pastors Winkler Einführungsmusik                                             | Wq 252      |
| H 821g   | Herrn Pastors Friderici Einführungsmusik                                           | Wq 251      |
| H 821h   | Herrn Pastors Gerling Einführungsmusik                                             |             |
| H 821i   | Herrn Pastors Sturm Einführungsmusik (verloren)                                    |             |
| H 821j   | Herrn Pastors Rambach Einführungsmusik (verloren)                                  |             |
| H 821k   | Herrn Pastors Jänisch Einführungsmusik (verloren)                                  |             |
| H 821l   | Herrn Pastors Gasie Einführungsmusik                                               | Wq 250      |
| H 821m   | Herrn Pastors Schäfer Einführungsmusik                                             | Wq 253      |
| H 821n   | Herrn Pastors Berkhahn Einführungsmusik (verloren)                                 |             |
| H 821o   | Herrn Pastors Willerding Einführungsmusik (verloren)                               |             |
| H 822a   | Oratorium zur Feyer des Ehrenmahls der Herrn Bürger-Capitans in Hamburg (1780      |             |
| H 822b   | Serenata zur Feyer des Ehrenmahls der Herrn Bürger-Capitains in Hamburg (1780      |             |
| H 822c   | Oratorium zur Feyer des Ehrenmahls der Herrn Bürger-Capitans in Hamburg (verloren) |             |
| H 822d   | Serenata zur Feyer des Ehrenmahls der Herrn Bürger-Capitains in Hamburg (1783      |             |
| H 823    | Musik am Dankfeste wegen des fertigen Michaelis-Thurms                             |             |
| H 824a   | Trauungs-Cantate (verloren)                                                        |             |
| H 824b   | Geburtstags-Cantate (verloren)                                                     |             |
| H 824c   | Herrn Dr. Hoeck Jubelmusik (verloren)                                              |             |
| H 824d   | Herrn Syndicus Klefeker Jubelmusik (verloren)                                      |             |
| H 824e   | Dank-Hymne der Freundschaft                                                        |             |
| H 824f   | Jubelmusik auf den Geburtstag der Madame Stresow (verloren)                        |             |
| H 825    | Veni Sancte Spiritus in G-majeur                                                   | Wq 207      |
| H 826    | 4 Motetten                                                                         | Wq 208      |
| H 827    | Heilig in C-majeur                                                                 | Wq 218      |
| H 828    | Sanctus in c-mineur                                                                | Wq 219      |
| H 829    | Spiega, Hammonia fortunata in D-majeur                                             | Wq 216      |
| H 830    | Mein Heiland, meine Zuversicht in F-majeur                                         | Wq 221      |
| H 831    | Psalm nr. 8 in A-majeur                                                            | Wq 222      |
| H 832    | Zeige du mir deine Wege in C-majeur                                                | Wq 223      |
| H 833    | Gott, dem ich lebe in Es majeur                                                    | Wq 225      |
| H 834    | Amen, Amen, Lob und Preis in D-majeur                                              | Wq 226      |
| H 835    | Leite mich nach deinem Willen in a-mineur                                          | Wq 227      |
| H 836    | Meine Lebenzeit verstreicht in Es majeur                                           | Wq 228      |
| H 837    | Meinen Leib wird man begraben in Bes majeur                                        | Wq 229      |
| H 838    | Merkt und seht in C-majeur (incompleet)                                            |             |
| H 839    | Et cum spiritu in G-majeur (verloren)                                              | Wq 209      |
| H 840    | Amen in G-majeur (verloren)                                                        | Wq 210      |
| H 841    | Wirf dein Anliegen auf (verloren)                                                  |             |
| H 842    | 10 Choräle zur Liedern des Grafen von Wernigerode                                  |             |
| H 843    | Naglet til et Kors paa Jorden in g-mineur                                          |             |
| H 844    | 3 Choräle des Schleswigen Gesangbuchs                                              |             |
| H 845    | Koraal in Vierstimmige alte und neue Choralgesänge (verloren)                      |             |
| H 846    | 4 Choräle (verloren)                                                               |             |
| H 847    | Trompet- & paukenpartijen voor het Te Deum van Graun                               |             |
| H 848    | Instrumentale delen voor J.S. Bachs chorus BWV 195 (verloren)                      |             |
| H 849    | Instrumentale introductie voor Credo van J.S. Bachs mis BWV 232                    |             |
| H 850    | 2 Recitatieven voor 2 cantates van Fasch (verloren)                                |             |
| H 851    | Recitatief & Aria voor een cantata                                                 |             |
| H 852    | Aria voor een cantata                                                              |             |
| H 853    | Aria voor een cantata in D-majeur                                                  |             |
| H 854    | Diverse accompagnato's voor werken van andere componisten (verloren)               |             |
| H 855    | Hilf daß ich folge in a-mineur                                                     |             |
| H 856    | Veni Sancte Spiritus in D-majeur (verloren)                                        | Wq 220      |
| H 857    | Selig sind die Toten in Es majeur                                                  |             |
| H 858    | Mis in Bes majeur                                                                  |             |
| H 859    | Die Pilgrime auf Golgotha                                                          |             |
| H 860    | Markus Passion                                                                     |             |
| H 861    | Esto mihi (verloren)                                                               |             |
| H 862    | Ecce cui iniquitatibus in e-mineur (fragment)                                      |             |
| H 863    | Miserere mei in a-mineur (fragment)                                                |             |
| H 864    | Kommt laßt uns anbeten in a-mineur                                                 |             |
| H 865    | 11 Motetten                                                                        |             |
| H 866    | Aria voor Der Tod Jesu in G-majeur                                                 |             |
| H 867    | Miscellanea Musica                                                                 | Wq 121      |
| H 868    | Versuch über die wahre Art das Clavier zu spielen I                                | Wq 254      |
| H 869    | Einfall einen doppelten Contrapunct in der Octave                                  | Wq 257      |
| H 870    | Versuch über die wahre Art das Clavier zu spielen II                               | Wq 255      |
| H 871    | Zwey Litaneyen aus dem Schleswig-Holsteinischen Gesangbuch                         |             |
| H 872    | Gedanken eines Liebhabers der Tonkunst über Herrn Nichelmanns Tractat              |             |
| H 873    | Von der Fingersetzung                                                              | Wq 256      |
| H 874    | Kurze Anweisung zum Generalbass                                                    | Wq 258      |
| H 875    | Anleitung so viel Walzer man will mit Würfeln zu componieren                       |             |
| H deest  | Pastorale voor hobo, fagot & continuo                                              |             |